# Karmeliterkloster Danzig

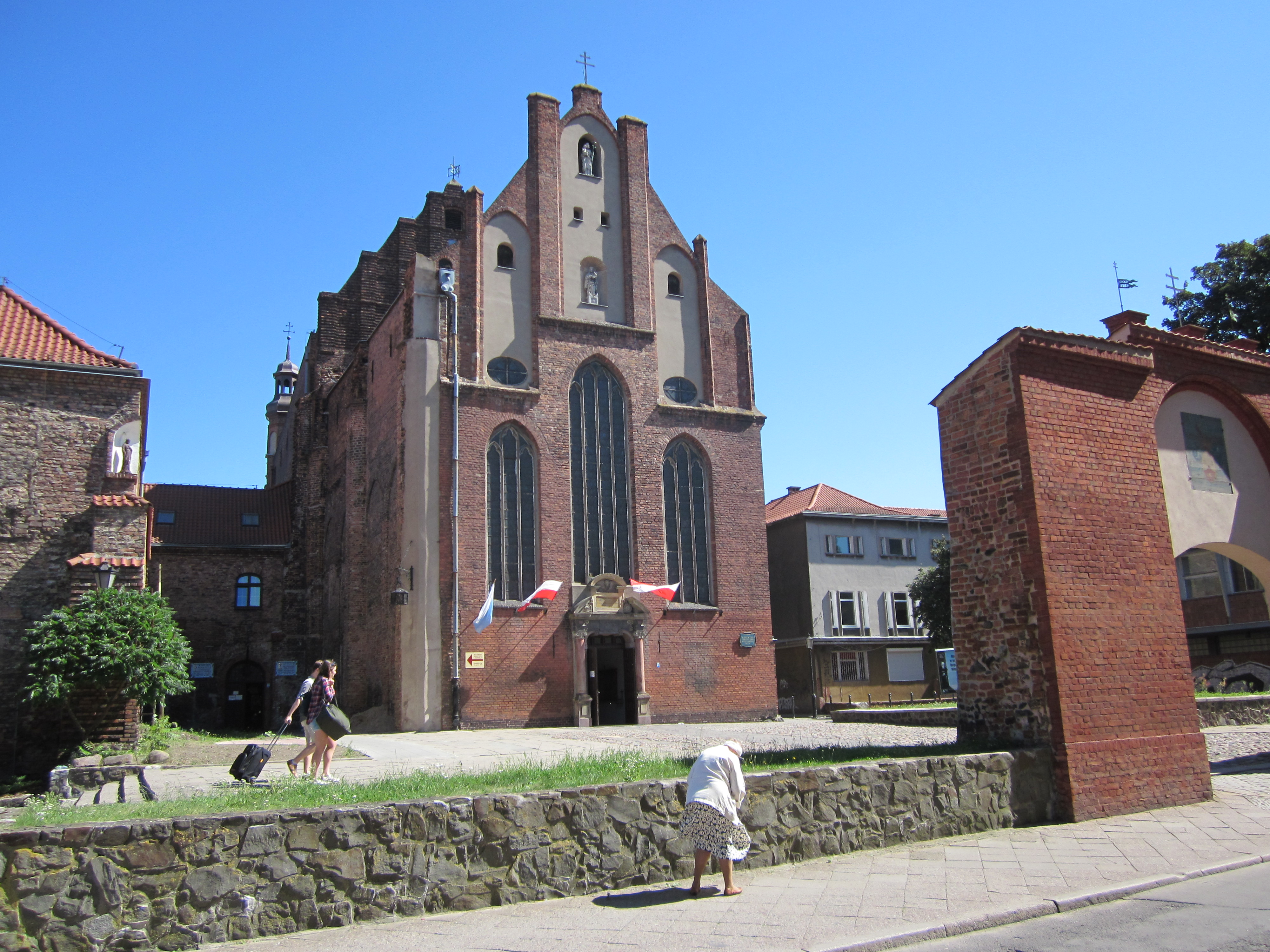
Ehemalige Klosterkirche

Das Kloster des Ordens der allerheiligsten Jungfrau Maria von dem Berge Karmel war ein Kloster der Karmeliten in Danzig im heutigen Polen vom 14. bis zum 19. Jahrhundert.

## Lage

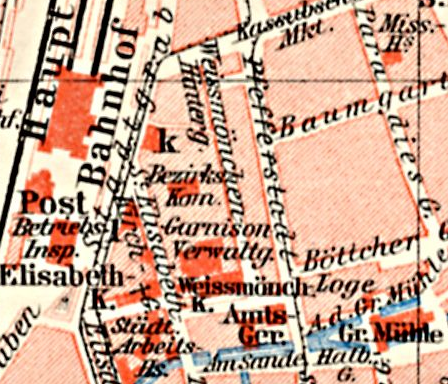
Lage der Weissmönchenkirche, 1905

Das Kloster befand sich zuerst in der Jungstadt an der dortigen Marienkirche. Seit 1464 lag es in der Altstadt bei der Kirche St. Elias und Elisäus (heute Josephskirche) an der Weißmönchen-Kirchgasse (ulica Bielańska), südöstlich vom Hauptbahnhof.

## Geschichte
1397 wurden erstmals Karmeliten in Danzig erwähnt, 1422 wurde die Klosterkirche St. Marien in der Jungstadt fertiggestellt. Während der Hussitenbelagerung 1433 und im Dreizehnjährigen Krieg wurde das Kloster wohl in Mitleidenschaft gezogen, 1455 wurde es in der Jungstadt aufgehoben.
1464 wurde den Mönchen die Hospitalkapelle St. Georgen in der Altstadt zugewiesen, wo sie 1467 mit dem Bau der Kirche St. Elias und Elisäus begannen, die allerdings nur im Chorraum fertiggestellt wurde.
Während der Unruhen 1525 und nach der Einführung der Reformation ab 1577 blieb das Kloster katholisch. 1593 wurde ihm mit den anderen Klöstern der Stadt ein Schutzbrief des polnischen Königs Sigismund III. Wasa ausgestellt. Als 1678 während einer Prozession die Mönche angegriffen und das Kloster gestürmt wurde, wurde ihnen in der benachbarten evangelisch-reformierten Elisabethkirche Schutz geboten.
Nach der Übernahme Danzigs durch Preußen 1810 durfte das Kloster keine neuen Anwärter mehr aufnehmen. 1828 lebten noch fünf Konventualen dort, 1835 wurden die Anlage teilweise durch das Militär in Besitz genommen. Seit 1840 war die Josephskirche katholische Pfarrkirche.
1947 wurden die verbliebenen Anlagen und die Josephskirche dem Orden der Oblaten übergeben, Karmeliten aus den ehemaligen polnischen östlichen Gebieten um Lwów konnten sich an der Katharinenkirche niederlassen.